# Masami Sato
Masami Sato (佐藤 正美 Sato Masami?), född 16 augusti 1981 i Kanagawa prefektur, är en japansk före detta fotbollsspelare.
Sato började sin karriär 2000 i Yokohama FC. Efter Yokohama FC spelade han för Yokogawa Musashino och Thespa Kusatsu. Han avslutade karriären 2007.